# Палац юристів (Мілан)
 Палац юристів, Мілан  або палац Аффарі (італ. Palazzo dei Giureconsulti) — історичний палац в центрі міста Мілан, що відданий під торгово-промислову палату.

## Історія
Про споруду на цьому місці відомо з 13 століття. Споруда була поруйнована і на її місці в 16 столітті почали будувати нову. Будівництво розпочали 1562 року, коли в Мілані панувала стилістика маньєризму. Замовником споруди був папа римський Пій IV, в миру Джованні Анджело Медічі. Нова споруда призначалась для освіти юристів, менеджерів, суддів і політиків, необхідних місту посадовців з вищою освітою (книжників).
Папа римський Пій IV сам був уродженцем Мілана. Припускають, що він і його батьки були дальніми родичами впливової родини Медічі з міста Флоренція або однофамільцями. Їх родина наче не належала до нобілів Мілана, хоча мати майбутнього папи римського (Цецилія Себреллоні) була донькою одного з сенаторів Мілана. Родина міланських Медічі породичалась із впливовою римською родиною Орсіні, що сприяло підвищенню авторитету і статусу міланських Медічі.
Проект престижної для міста споруди доручили створити архітекторові Вінченцо Сереньї (1504/1509 — 1594), а будівництво розпочали 1562 року. Ймовірно, частково використали мури старої споруди офісів юристів, що мала вежу. Архітектор залишив вежу в структурі нової споруди, використавши її як вертикальну вісь нового приміщення. Значення вежі підкреслив дзвін, подарований споруді мером Мілана Заватаріо делла Страда і названий на його честь «Заватаріо». Вежа із дзвоном використовувалась як годинникова та для пожежників.
Головний фасад споруди створений тричастинним, посередині вежа, облямована двома корпусами з наскрізною аркадою першого поверху або портиком. Портик піднятий декількома сходами від рівня площі. Окрасою нової споруди були подвоєні колони і рясний декор з рустом, пілястрами і скульптурами.
Споруда була навчальним закладом для юристів і менеджерів, а також офісом юристів і нотаріусів, що надавали потрібні консультації за гроші.
Престижність нової споруди була такою значною, що половину декору палацу юристів використали при створенні головного фасаду палацу Палатинської школи 1644 року, що постраждала тоді від пожежі. Палатинська школа була ще одним престижним навчальним закладом Мілана для молоді з багатих родин.

### ХІХ сторіччя
Палац юристів перестав бути навчальним закладом в ХІХ столітті. У ХІХ сторіччі тут розміщали то телеграф, то міланську біржу, то офіс Народного банка Мілана (Banca Popolare di Milano).

### ХХ сторіччя
На початку 20 століття функція споруди знову була змінена, коли у 1911 році тут розмістили торгово-промислову палату.
Під час 2-ї світової війни колишній палац юристів постраждав від бомбардування. Він стане першою міланською спорудою, котру піддали реставрації у повоєнний період. Чергова реставрація відбулась 1983 року. Проект відновлення фасадів історичного палацу доручили створити архітекторові Джанні Меццотоне, інтер'єри відновлювали за проектами Роберта Менгі.
Враховуючи підземні, палац має чотири поверхи. Загальна площа досягла 4000 кв. м. Споруда після оновлення має всі комунікації та системи зв'язку, відео та синхронного перекладу. Цокольний поверх має виставкову залу і залу для показу модного одягу.

## Галерея

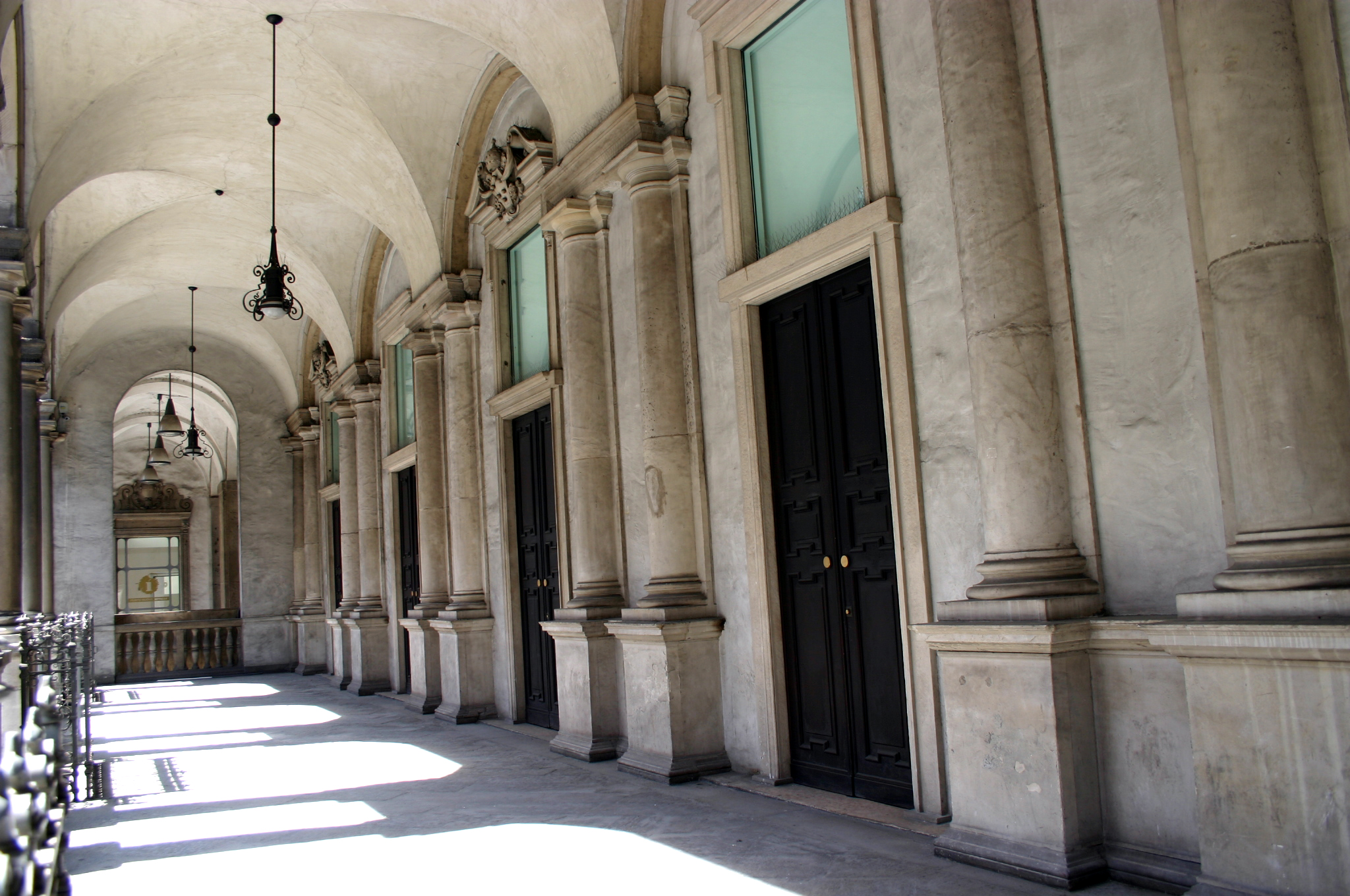
Відкрита галерея палацу юристів або портик.
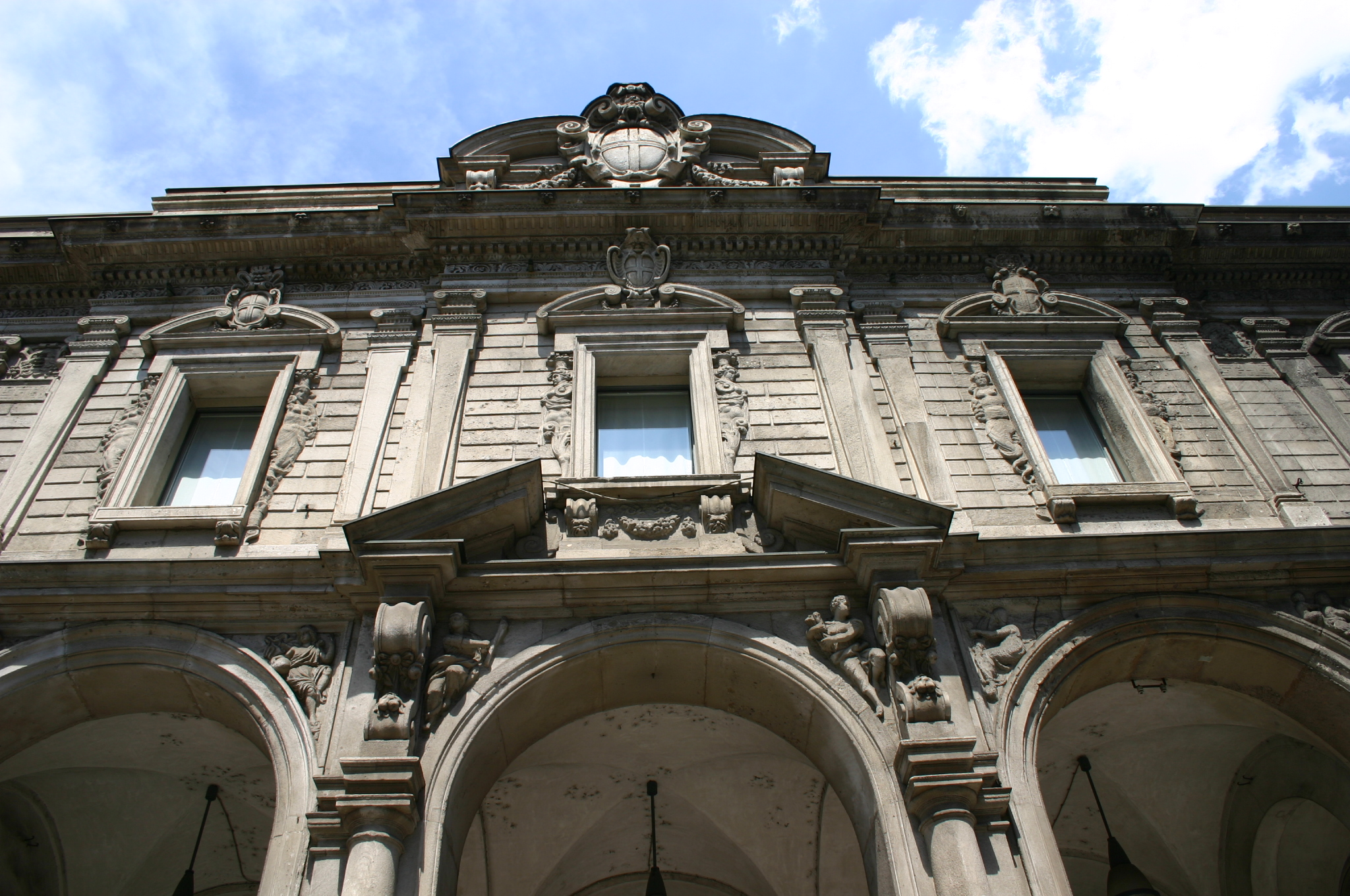
Декор головного фасаду
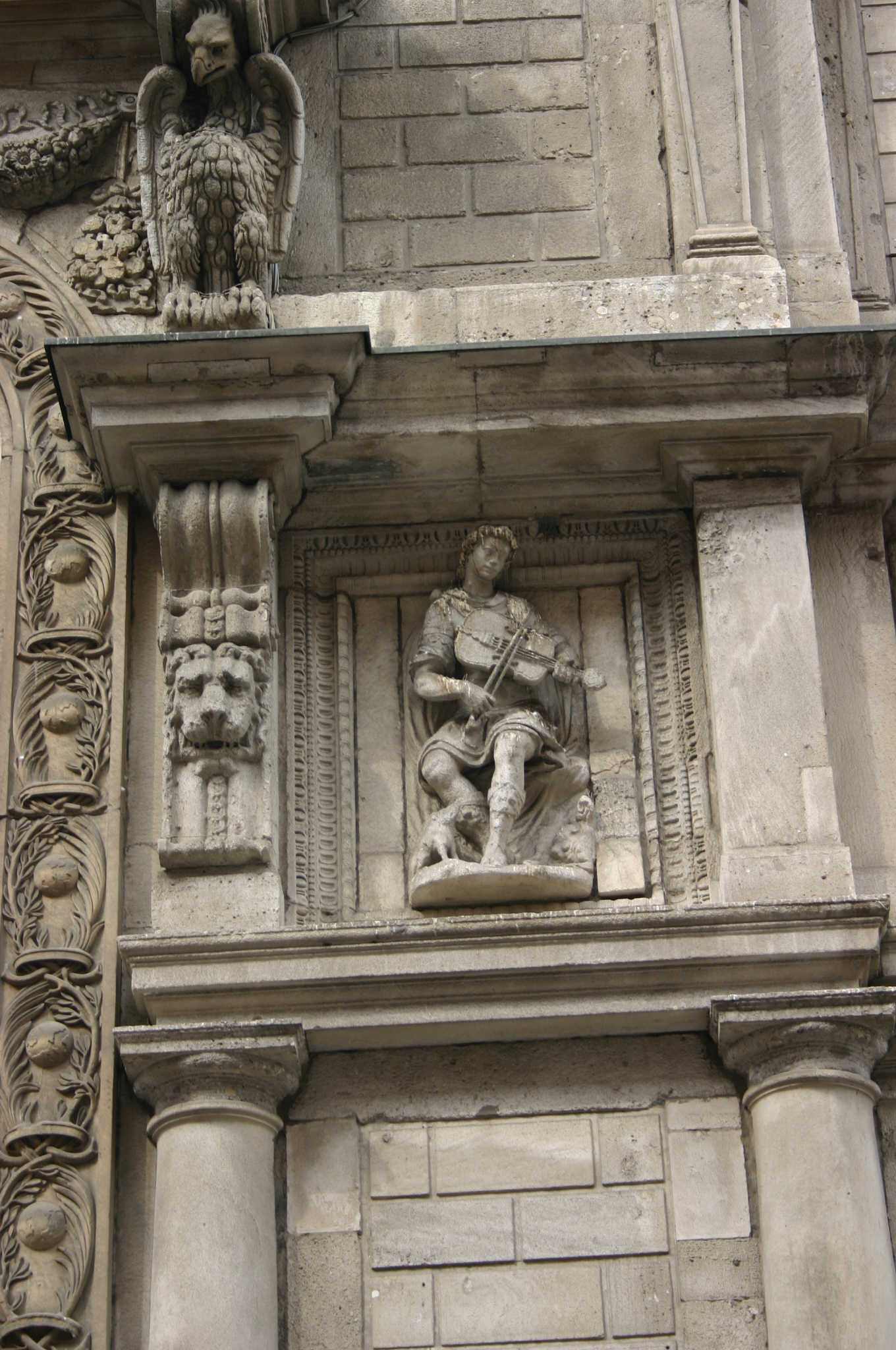
Фігура музиканта на головному фасаді
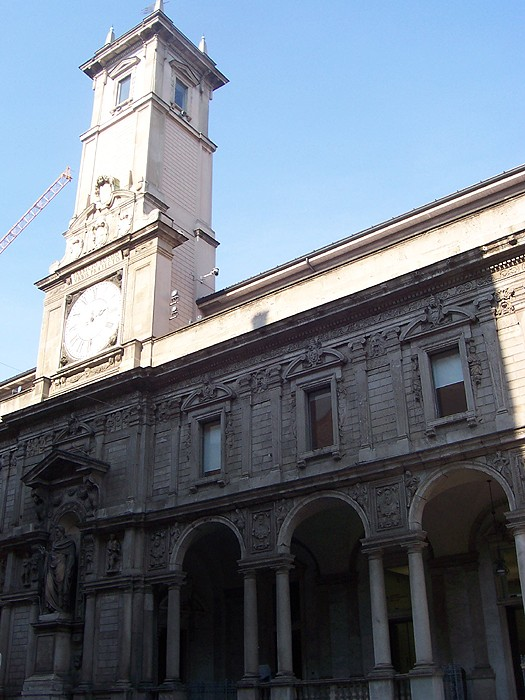
Вежа палацу юристів
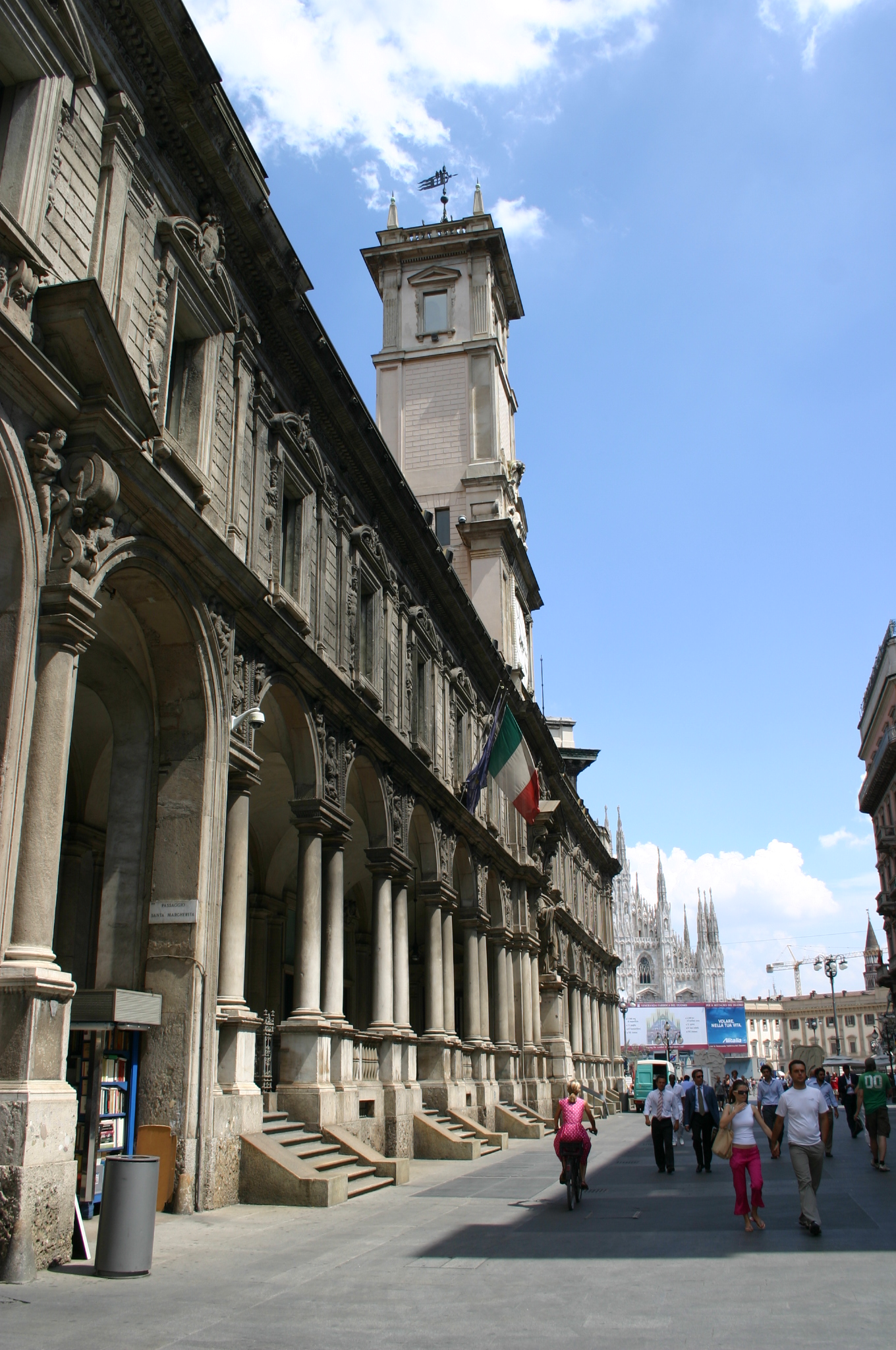
Розташування поблизу Міланського катедрального собору.